# شعب النجار (حبيش)
شعب النجار هي إحدى قرى عزلة شباع بمديرية حبيش التابعة لمحافظة إب، بلغ تعداد سكانها 1011 نسمة حسب تعداد اليمن لعام 2004.